# Paris (Grant County, Wisconsin)
Die Town of Paris ist eine von 33 Towns im Grant County im US-amerikanischen Bundesstaat Wisconsin. Im Jahr 2010 hatte die Town of Paris 702 Einwohner.
Town hat in Wisconsin eine grundlegend andere Bedeutung, als im übrigen englischsprachigen Bereich. Vielmehr entspricht sie den in den anderen US-Bundesstaaten üblichen Townships, die nach dem County die nächstkleinere Verwaltungseinheit bilden.

## Geografie
Die Town of Paris liegt im Südwesten Wisconsins und umschließt vollständig die Stadt Dickeyville, ohne dass diese der Town angehört. Der Platte River durchfließt die Town im Nordwesten und mündet unmittelbar hinter deren westlicher Grenze in den Mississippi, der die Grenze zu Iowa bildet. Die Grenze zu Illinois befindet sich rund 15 km südlich.
Die geografischen Koordinaten des Zentrums der Town of Paris sind 42°39′01″ nördlicher Breite und 90°36′37″ westlicher Länge. Sie erstreckt sich über eine Fläche von 92 km², die sich auf 91 km² Land- und 1 km² Wasserfläche verteilen.
Die Town of Paris liegt im Süden des Grant County und grenzt an folgende Nachbartowns:
|                | Town of Harrison                            | Town of Platteville |
| Town of Potosi | Kompassrose, die auf Nachbargemeinden zeigt | Town of Smelser     |
|                | Town of Jamestown                           | Town of Hazel Green |

## Verkehr
Der vierspurig ausgebaute U.S. Highway 151 verläuft in Nordost-Südwest-Richtung durch die Town of Paris. Im südlichen Zentrum der Town mündet der U.S. Highway 61 und der Wisconsin State Highway 35 in den US 151 ein und verlaufen mit in südöstlicher Richtung auf einem gemeinsamen Streckenabschnitt. Alle drei Straßen bilden auf ihrem Verlauf parallel zum Mississippi den Wisconsin-Abschnitt der Great River Road. Alle weiteren Straßen sind untergeordnete Landstraßen oder teils unbefestigte Fahrwege.
Mit dem Platteville Municipal Airport befindet sich rund 20 km östlich ein kleiner Flugplatz. Die nächsten größeren Flughäfen sind der Dubuque Regional Airport in Dubuque, Iowa (rund 30 km südsüdwestlich) und der Dane County Regional Airport in Wisconsins Hauptstadt Madison (rund 140 km ostnordöstlich).

## Bevölkerung
Nach der Volkszählung im Jahr 2010 lebten in der Town of Paris 702 Menschen in 263 Haushalten. Die Bevölkerungsdichte betrug 7,7 Einwohner pro Quadratkilometer. In den 263 Haushalten lebten statistisch je 2,67 Personen.
Ethnisch betrachtet setzte sich die Bevölkerung zusammen aus 97,7 Prozent Weißen, 0,1 Prozent Afroamerikanern, 0,4 Prozent amerikanischen Ureinwohnern sowie 1,6 Prozent Asiaten; 0,1 Prozent stammten von zwei oder mehr Ethnien ab. Unabhängig von der ethnischen Zugehörigkeit waren 1,1 Prozent der Bevölkerung spanischer oder lateinamerikanischer Abstammung.
24,2 Prozent der Bevölkerung waren unter 18 Jahre alt, 64,4 Prozent waren zwischen 18 und 64 und 11,4 Prozent waren 65 Jahre oder älter. 49,0 Prozent der Bevölkerung war weiblich.
Das mittlere jährliche Einkommen eines Haushalts lag bei 72.708 USD. Das Pro-Kopf-Einkommen betrug 31.557 USD. 3,6 Prozent der Einwohner lebten unterhalb der Armutsgrenze.

## Ortschaften in der Town of Paris
Auf dem Gebiet der Town of Paris befinden sich neben Streubesiedlung keine weiteren Siedlungen.